# Челестіно Челіо
Челестіно Челіо (італ. Celestino Celio, 20 травня 1925, Сан-Мартіно-ді-Венецце — 26 січня 2008, Фоссальта-ді-Портогруаро) — італійський футболіст, що грав на позиції півзахисника, зокрема за клуби «Падову», «Рому», а також національну збірну Італії. По завершенні ігрової кар'єри — тренер.

## Клубна кар'єра
Народився 20 травня 1925 року в місті Сан-Мартіно-ді-Венецце. Вихованець футбольної школи клубу «Бадія Полезіне». У дорослому футболі дебютував 1942 року виступами за команду «Леньяго».
Після відновлення повноцінних загальнонаціональних футбольних змагань у повоєнній Італії 1945 року продовжив виступи на полі за «Бадія Полезіне», а з 1946 року став виступати за друголігову «Падову». 1948 року допоміг команді з Падуї здобути підвищення у класі до Серії A, після чого ще протягом трьох сезонів захищав її кольори в іграх найвищого італійського дивізіону.
На початку 1950-х відіграв по одному сезону за «Дженоа» і «Мілан», після чого 1953 року уклав контракт зі столичною «Ромою», у складі якої був гравцем основного складу протягом наступних двох років.
Сезон 1955/56 провів в «Інтернаціонале», після чого по сезону відіграв за друголігову «Катанію» та «Салернітану» з третього дивізіону.
Протягом 1958—1962 років знову грав за «Падова», після чого до 1965 року був граючим тренером команд «Тренто» і «Ровіго».

## Виступи за збірну
1954 року провів свою єдину гру у складі національної збірної Італії.

## Кар'єра тренера
Протягом 1962—1963 років був граючим тренером «Тренто», згодом в аналогічному статусі працював з командою «Ровіго».
Вже статочно завершивши виступи на полі, повертався у 1969—1971 роках до тренерської роботи, працював з командою «Сандона».
Помер 26 січня 2008 року на 83-му році життя в місті Фоссальта-ді-Портогруаро.
| Дата      | Місто | Господарі | Результат | Гості     | Турнір           | Голи | Примітки |
| --------- | ----- | --------- | --------- | --------- | ---------------- | ---- | -------- |
| 5-12-1954 | Рим   | Італія    | 2 – 0     | Аргентина | товариський матч | -    |          |
| Усього    |       | Матчів    | 1         |           | Голів            | 0    |          |